# Cappella di San Giovanni Battista (Celle Ligure)
La cappella di San Giovanni Battista è un luogo di culto cattolico situato nella zona di Costa nel comune di Celle Ligure, in provincia di Savona.

## Storia e descrizione

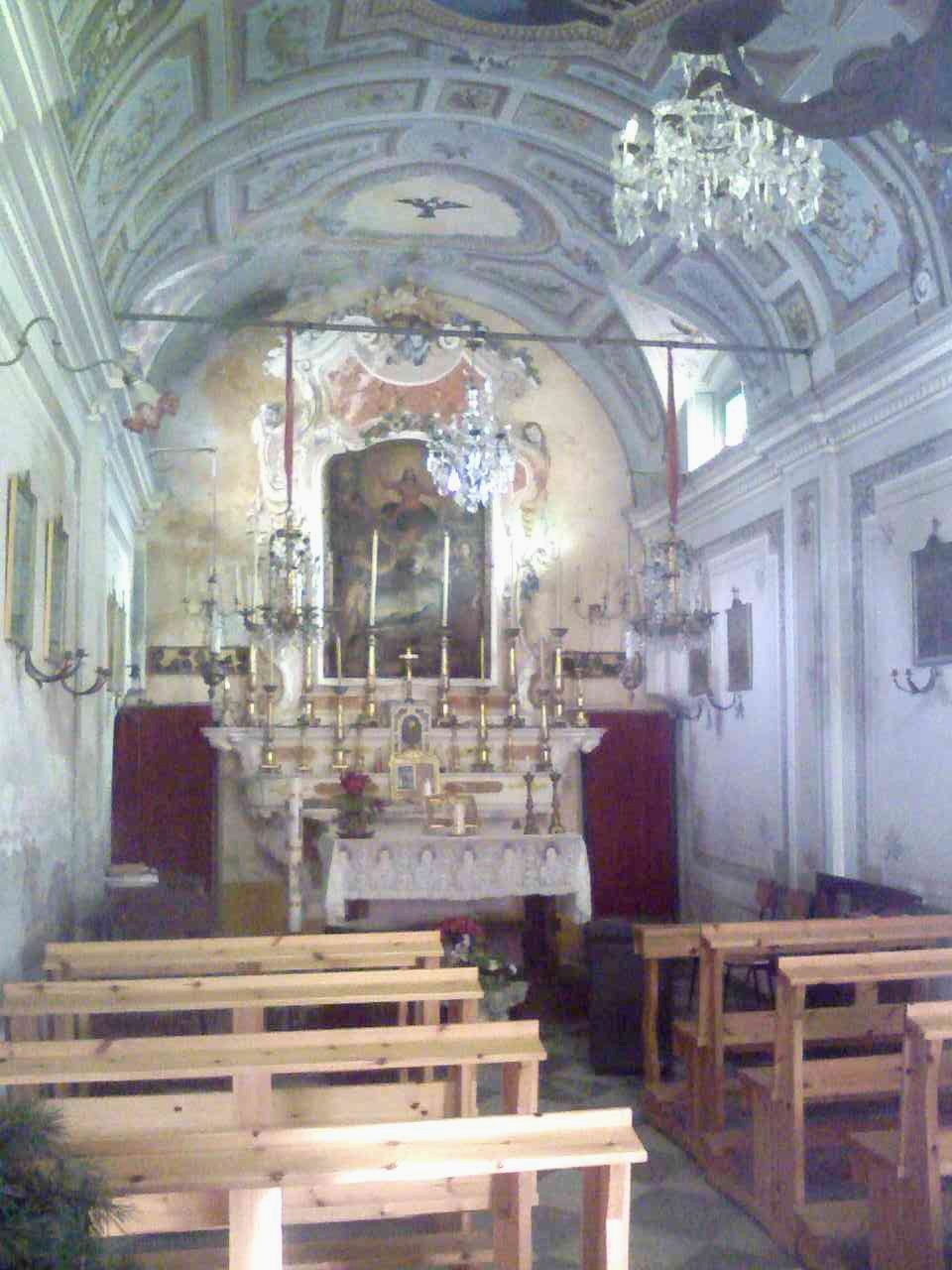
L'interno

Lo stile sembrerebbe fare risalire la chiesa agli anni intorno al 1900. A navata unica con volta a botte e presbiterio quadrato, la cappella ha l'interno decorato da pitture e conserva una tela della Vergine dietro l'altare.